# Кровавый меридиан
«Крова́вый меридиа́н, и́ли Зака́тный багря́нец на за́паде» (англ. Blood Meridian; or, The Evening Redness in the West) — эпический роман американского писателя Кормака Маккарти. Роман относится к жанру вестерн, а иногда его классифицируют как ревизионистский вестерн.

## Сюжет
Повествование романа следует за вымышленным персонажем, которого называют «Малец» (the kid). Большую часть повествования «Малец» пребывает в банде Глэнтона — группе охотников за скальпами, которые убивали коренных американцев с 1849 по 1850 год из-за денег, ради удовольствия и даже по нигилистической привычке. Роль антагониста в романе постепенно переходит персонажу по прозвищу «Судья» или «Судья Холден» — физически крепкому, высокообразованному, умелому члену банды. Он очень белокож и выбрит или безволос с головы до ног.
Постепенно проявляется демоническая природа «Судьи» — он никогда не спит и говорит, что никогда не умрёт. В конце романа бывший «Малец», а ныне «Мужчина» (the man) снова встречается «Судьёй», который нисколько не изменился за десятки лет. «Судья» совершает какое-то преступление по отношению к «Мальцу», подстерегши его в отхожем месте. Что именно произошло остаётся неясным, притом одновременно исчезает маленькая девочка. Попытки анализа предполагают убийство и/или изнасилование. Ранее «Судья» высказывал претензии к «Мальцу», что тот иногда проявляет милосердие, подрывая дух банды.
Эпилог романа не содержит героев романа и вызвал большие споры.

## История создания
Маккарти начал писать «Кровавый меридиан» в середине 1970-х годов. В письме, отправленном в 1979 году, он сообщил, что разочаровался в романе и не прикасался к нему в течение шести месяцев. Тем не менее, ключевые моменты финала книги были написаны за короткий промежуток времени.
Маккарти работал над романом, живя на деньги, которые он получал со Стипендии Макартура. Это была его первая попытка написать вестерн и первый роман, действие которого происходит на юго-западе США.
В 1974 году Маккарти перебрался из родного Теннесси в Эль-Пасо, чтобы погрузиться в культуру юго-запада страны, а также выучил испанский язык, на котором говорят многие персонажи «Кровавого меридиана» и последующих книг. Кроме того, писатель изучал жизнь банды Глэнтона по мемуарам Сэмюэля Чемберлена «Моя исповедь: Воспоминания мошенника». Чемберлен ехал вместе с Джоном Джоэлом Глэнтоном и его бандой между 1849 и 1850 годами.
Маккарти несколько раз повторял путь через Мексику, пройденный бандой Глэнтона, отмечал топографию и фауну. При этом он уделил много внимания изучению приготовления самодельного пороха в полевых условиях, чтобы точнее изобразить действия «Судьи».

## Критика и оценки
Поначалу «Кровавый меридиан» не получил широкого признания, но позднее был признан шедевром и одним из величайших произведений американской литературы. Американский литературный критик Гарольд Блум назвал «Кровавый меридиан» одним из лучших романов XX века. Александр Гемон назвал его «возможно, величайшим американским романом последних 25 лет». Дэвид Фостер Уоллес назвал его одним из пяти самых недооцененных американских романов с 1960 года и «вероятно, самой ужасающей книгой этого [XX] века, по крайней мере [в художественной литературе]».
Журнал Time включил «Кровавый меридиан» в список «100 лучших англоязычных романов с 1923 по 2005 год». В 2006 году The New York Times провела опрос писателей и критиков о самых важных произведениях американской художественной литературы за последние двадцать пять лет, и «Кровавый меридиан» занял второе место. В других вариантах списка книга заняла первое место. Британская газета The Times зачастую низко оценивала творчество Маккарти, но высоко оценила «Кровавый Меридиан».
В итоге роман получил широкое признание критиков и был назван величайшим произведением Маккарти и одним из величайших американских романов всех времен. Некоторые критики назвали его Великим американским романом. В отзывах на русский перевод книгу описывают, как притчу о жестокости и алчности с неутешительным диагнозом.

## Экранизации
Роман пытались экранизировать по меньшей мере четыре раза, но остановились на этапах разработки или подготовки к производству. Британский кинорежиссёр Ридли Скотт хотел снять фильм при поддержке Paramount Pictures, но так и не приступил к съёмкам из-за сложностей с адаптацией жестоких сцен. Джеймс Франко рассматривал возможность экранизации романа и даже снял тестовые кадры, но проект был распущен из-за проблем с авторскими правами.
Сценарист Стив Тесич впервые адаптировал «Кровавый меридиан» в сценарий в 1995 году. В конце 1990-х Томми Ли Джонс приобрёл права на экранизацию романа и впоследствии переписал сценарий Тесича, намереваясь стать режиссёром и сыграть в нём одну из ролей. Постановка не смогла продвинуться из-за обилия жестоких сцен в сценарии.
28 апреля 2023 года стало известно, что кинокомпания New Regency собирается снять фильм по роману. Постановщиком картины станет Джон Хиллкоут, который ранее экранизировал роман Кормака Маккарти «Дорога». В качестве исполнительного продюсера фильма предполагался сам Маккарти вместе со своим сыном, но в 2023 году писатель скончался. На начало 2025 года предполагается, что сам писатель будет посмертно указан в качестве продюсера, а Джон Логан, известный поклонник романа, напишет сценарий. По словам Хиллкоута, первый вариант сценария был подготовлен им совместно с самим Маккарти, причём осталось множество рабочих заметок. 